# 坂口正大
坂口 正大（さかぐち まさひろ、1941年2月19日 - ）は日本中央競馬会栗東トレーニングセンターに所属していた元調教師で現在は競馬評論家である。
同志社香里中学校・高等学校、同志社大学卒業。父の坂口正二も元調教師でハマノパレード等を管理した。長男の坂口貴大は調教助手。元調教師の坂口正則は従兄弟に当たる。

## 来歴
1965年にアメリカのカリフォルニア競馬・グリーンステッド厩舎でエキササイズボーイ（調教助手）となった後、1966年に父の坂口正二厩舎で調教助手となる。1974年に調教師免許を取得し、1976年に厩舎を開業。初出走は同年3月7日、阪神競馬第10競走のレイクルーラーで落馬・競走中止という珍しい記録である。 初勝利は同年4月25日、京都競馬第11競走で、初出走と同じレイクルーラーであった。延べ14頭目での達成。 
1978年の阪神大賞典をキャプテンナムラで制して重賞初勝利を挙げる。翌年の鳴尾記念を同馬で優勝して以降は重賞勝利から遠ざったが、1989年のラジオたんぱ杯3歳牝馬ステークスをレガシーワイスで優勝し、実に10年ぶりの重賞勝ちを収めた。その後1995年の菊花賞をマヤノトップガンが勝ってGI競走初勝利を挙げると、これ以降はコンスタントに重賞馬を輩出した。
2000年の高松宮記念では、1998年の牡馬クラシック路線の中心を担う1頭と目されながら無冠に終わり、1999年も重賞勝ちこそあったもののGIには手が届いていなかったキングヘイロー（柴田善臣騎乗）が直線で一気に他馬を差し切って優勝。同馬はこれが11度目のGI挑戦であり、ようやくGI馬となったことに坂口は人目を憚らず涙を見せた。
騎手は2007年に浜中俊が所属して以降彼を重用していたが、オープン競走などの有力馬には武豊や福永祐一を騎乗させることが多かった。
2011年2月28日に定年のため引退。最後の管理馬の出走となった2月27日の阪神競馬第8競走では、浜中が騎乗するピサノプレミアムが1番人気で最後の勝利を挙げた。引き上げてくると坂口と浜中は涙を見せた。引退後は日刊スポーツで競馬評論家として活動しているほか、同年5月頃から不定期に『KEIBA BEAT』にアドバイザーとして出演したのち、2012年から2022年12月25日まで同番組にレギュラー出演していた。

## 調教師成績
| 通算成績 | 1着 | 2着 | 3着 | 騎乗回数 | 勝率 | 連対率 |
| -------- | --- | --- | --- | -------- | ---- | ------ |
| 平地     | 662 | 679 | 674 | 7081     | .093 | .189   |
| 障害     | 24  | 25  | 27  | 205      | .117 | .239   |
| 計       | 686 | 704 | 701 | 7286     | .094 | .191   |

|            | 日付           | 競馬場・開催  | 競走名          | 馬名             | 頭数 | 人気 | 着順 |
| ---------- | -------------- | ------------- | --------------- | ---------------- | ---- | ---- | ---- |
| 初出走     | 1976年3月7日   | 1回阪神4日10R | -               | レイクルーラー   | -    | -    | 落馬 |
| 初勝利     | 1976年4月25日  | 3回京都2日11R | -               | レイクルーラー   | -    | -    | 1着  |
| 重賞初出走 | 1977年3月20日  | 1回阪神8日11R | 阪神4歳牝馬特別 | アスタニールセン | 13頭 | 12   | 8着  |
| 重賞初勝利 | 1978年12月24日 | 5回阪神8日11R | 阪神大賞典      | キャプテンナムラ | 12頭 | 2    | 1着  |
| GI初出走   | 1978年4月9日   | 2回阪神6日10R | 桜花賞          | トウシンサフラン | 21頭 | 19   | 17着 |
| GI初勝利   | 1995年11月5日  | 8回京都2日10R | 菊花賞          | マヤノトップガン | 18頭 | 3    | 1着  |

## 代表管理馬
太字はGI競走
- マヤノトップガン（1995年菊花賞、有馬記念、1996年宝塚記念、1997年天皇賞（春）、阪神大賞典）
- キングヘイロー（1997年東京スポーツ杯3歳ステークス、1999年中山記念、東京新聞杯、2000年高松宮記念）
- ピースオブワールド（2002年阪神ジュベナイルフィリーズ、ファンタジーステークス）
- デュランダル（2003年スプリンターズステークス、マイルチャンピオンシップ、2004年マイルチャンピオンシップ）
- メイショウカイドウ（2004年小倉記念、2005年小倉記念、小倉大賞典、北九州記念（同一年小倉三冠）、2006年七夕賞）

## 主な厩舎所属者
※太字は門下生。括弧内は厩舎所属期間と所属中の職分。
- 押田年郎（1976年 - 1980年 騎手）
- 浜中俊（2007年 - 2011年 騎手）

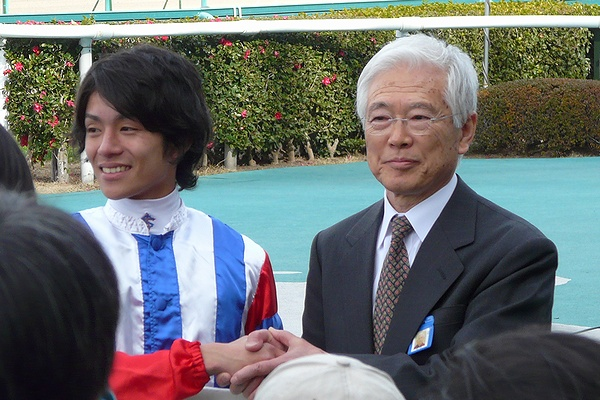
坂口(右)と浜中俊(2011年)